# Paul Romer
Michael Paul Romer (ur. 6 listopada 1955 w Denver) – amerykański ekonomista i przedsiębiorca, laureat Nagrody Banku Szwecji im. Alfreda Nobla w dziedzinie ekonomii za 2018 rok (wspólnie z Williamem Nordhausem). Jest profesorem ekonomii w Szkole Biznesu Sterna na Uniwersytecie Nowojorskim.

## Życiorys
Był pracownikiem naukowym (senior fellow) na Uniwersytecie Stanforda w Centrum Rozwoju Międzynarodowego i Instytucie Badań nad Polityką Gospodarczą. Romer ukończył studia na Uniwersytecie Chicagowskim w 1977 r., gdzie uzyskał licencjat z fizyki. Doktorat w dziedzinie ekonomii uzyskał w 1983 r., także na Uniwersytecie Chicagowskim. W swojej pracy doktorskiej (Dynamic competitive equilibria with externalities, increasing returns and unbounded growth, 1983) położył podstawy pod tzw. nową teorię wzrostu gospodarczego. W 1997 r. został ogłoszony przez magazyn Time jednym z 25 najbardziej wpływowych ludzi w Ameryce. W 2000 r. powołał firmę edukacyjną działającą w Internecie Aplia. Romer otrzymał nagrodę Horsta Clausa Recktenwalda w dziedzinie ekonomii. Jest synem byłego gubernatora Colorado Roya Romera.
Najważniejsze prace tego ekonomisty dotyczą wzrostu gospodarczego. W latach 50. i 60. XX w. rozwój gospodarczy w długim okresie był jednym z głównych celów badań ekonomistów. Robert Solow udowodnił, że postęp techniczny ma duży wpływ na stałe zwiększanie produkcji w przeliczeniu na jednego pracownika. Artykuły opublikowane przez Romera w 1986 r. i 1990 r. przyczyniły się do matematycznego przedstawienia gospodarek, w których zmiany technologiczne wynikają z celowych działań ludzi takich jak badania i rozwój. Najsławniejszą wypowiedzią tego ekonomisty jest: „Strasznym jest marnować kryzys”. Cytat ten stał się na nowo aktualny w czasie obecnego kryzysu, kiedy trzeba myśleć o jak najkorzystniejszym wyjściu z trudnej sytuacji gospodarczej.
Najnowszym osiągnięciem Romera jest próba powtórzenia sukcesu miast, które same niezależnie od prawa narodowego ustalają system rządów (charter cities – miasta statutowe) i sprawienie, aby stały się one motorem napędowym rozwoju gospodarczego. Uważa on, że gdy zapewni się takim miastom specjalny status administracyjny i gdy zarządzane będą przez specjalistów, staną się one motorem rozwoju w krajach rozwijających się. Romer uwierzył w tę ideę do tego stopnia, że porzucił stanowisko na Uniwersytecie Stanforda i w pełni poświęcił się badaniom na ten temat. Szukał w Afryce państwa gotowego dać ziemię na ten oryginalny projekt. Bliskie zakończenia były rozmowy z Madagaskarem (przerwane w wyniku zamachu stanu). Obecnie pracuje nad projektem rejonów statutowych w Hondurasie.

## Publikacje
- Paul Romer. Endogenous Technological Change. „Journal of Political Economy”. 98 (5), s. S71–S102, 1990. [dostęp 2015-09-13].